# كوروين براون
كوروين براون (بالإنجليزية: Corwin Brown)‏ هو لاعب كرة قدم أمريكية أمريكي، ولد في 25 أبريل 1970 في شيكاغو في الولايات المتحدة.

## وصلات خارجية
- كوروين براون على موقع مرجع كرة القدم المحترفة.كوم (الإنجليزية)